# 第七大道750号
第七大道750号（英語：750 Seventh Avenue）是位于美國纽约市的一栋高615英尺（187米）的摩天大楼。其建成于1989年，共有36层。大楼所有者是德克萨斯州的一家房产投资公司Hines。2011年4月，来自科威特的福斯特雷恩管理集团宣布他们以4.85亿美元的价格买下了该大楼。